# Abdelilah Hafidi
Pour les articles homonymes, voir Hafidi.
Abdelilah Hafidi (en arabe : عبد الإله الحافيظي), né le 30 janvier 1992 à Bejaâd, est un footballeur international marocain évoluant avec l'équipe nationale du Maroc. Il joue à ses débuts au poste d'ailier mais se convertit en meneur de jeu.
Commençant le football dans sa région natale, Abdelilah Hafidi rejoint le club de sa ville, l'Union sportive Bejaâd à l'adolescence avant de rejoindre l'équipe espoir du Raja Club Athletic en 2009. En 2011, il intègre l'équipe première et c'est de là qu'il commence à disputer ses premiers matchs alors qu'il est âgé de 19 ans, avant d'acquérir sa place de titulaire avec la venue de M'hamed Fakhir en 2012. Avec le Raja, il remporte le doublé Coupe-Championnat en 2013, avant de s'adjuger une seconde Coupe du trône en 2017, deux Coupes de la confédération en 2018 et 2021, une Supercoupe de la CAF en 2019, un championnat en 2020 et une Coupe arabe des clubs champions en 2021. Il est également l'un des piliers de la formation qui dispute la finale de la Coupe du monde des clubs en 2013. En janvier 2022, il rejoint Al-Hazem SC en Arabie Saoudite. Un an après, il retourne au Raja CA.
Avec les Lions de l'Atlas, il est convoqué pour la première fois pour disputer la Coupe d'Afrique des nations 2013, où il fait sa première apparition contre l'Afrique du Sud lors de l'ultime match de la phase de poules, et sur sa première touche de balle, il inscrit le but synonyme de qualification dans les dernières minutes de jeu. Avec la sélection locale, il remporte le Championnat d'Afrique des nations en 2018 et 2020.
Passeur et distributeur prolifique, il est désigné meilleur passeur du Championnat du Maroc en 2017, ainsi que meilleur passeur du Championnat d'Afrique des nations 2020. Il a également été sacré meilleur buteur du Raja CA en 2015 et 2016 et meilleur passeur en 2016, 2017, 2018 et 2019.

## Biographie

### Carrière en club

#### Jeunesse et formation
Abdelilah Hafidi est né le 30 janvier 1992 dans la petite ville de Bejaâd. Il a commencé sa carrière footballistique au sein de l’ Union sportive de Bejaad (US Béjaâd), son premier club, où il a évolué dans les équipes de jeunes entre 2006 et 2007. En 2009, sous la direction de l’entraîneur Habib Moustaid, il a été promu en équipe senior de l’US Bejaâd avant d’être repéré la même année par les observateurs du Raja Club Athletic. 

#### Raja Club Athletic

##### Débuts et révélation (2011-2012)
Lors de la saison 2011-2012, Hafidi profite de la politique de rajeunissement du président Abdessalam Hanat pour faire quelques apparitions avec l'équipe première.
Le 29 octobre 2011, alors âgé de 19 ans, il dispute son premier match au titre de la 6e journée de la Botola ayant opposé le Raja au CODM de Meknès. La journée d'après, l'entraîneur Bertrand Marchand le fait entrer comme titulaire pour la première fois au Stade Mohamed V face à l'Olympique de Safi, il délivre une bonne prestation et provoque un penalty pour les Verts, le match s'achève finalement en faveur du Raja.
Le 29 avril 2012, Hafidi inscrit les premiers buts de sa carrière professionnelle contre la Jeunesse d'El Massira, il marque le premier après avoir dribblé le gardien de but adverse à la 87e minute, avant d'en rajouter un autre, 5 minutes plus tard, sur une remise de la tête de Hassan Tair,.
Hafidi a ainsi joué plus de onze rencontres lors de sa première saison en tant que professionnel, dont huit en tant que titulaire, pour trois buts marqués.

##### Doublé Coupe - Championnat (2012-2013)

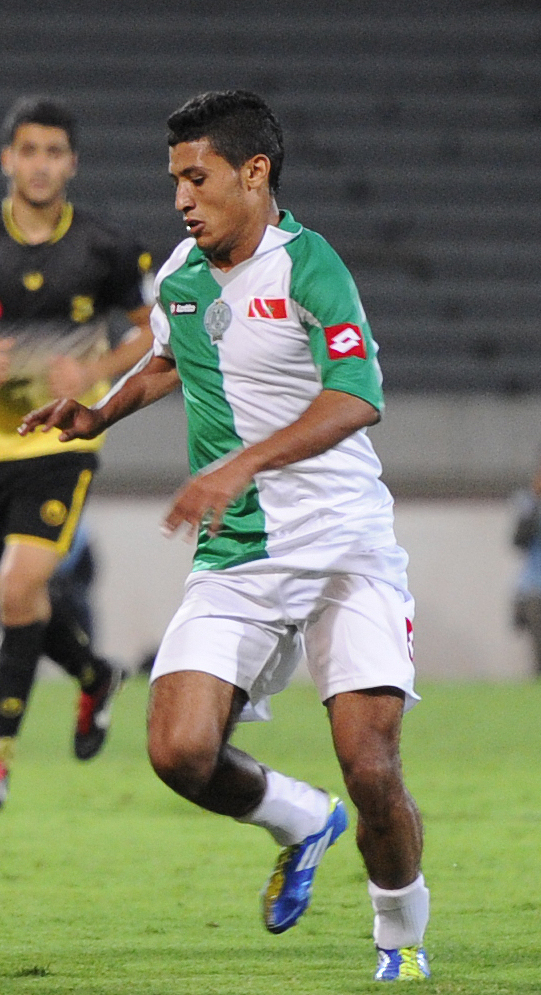
Abdelilah Hafidi contre le CA Bizertain en 2012

Le 7 juin 2012, se tient la tant attendue assemblée générale, le jeune Mohamed Boudrika est élu à l’unanimité comme le nouveau président, ce dernier présente son programme et promet une révolution au Raja. L'ex-entraîneur Rajaoui, M'hamed Fakhir revient aux commandes et plusieurs joueurs nationaux et étrangers de haut niveau sont recrutés, assortis de quelques jeunes joueurs, à leur tête Abdelilah Hafidi.
Le 1er septembre 2012, il marque son premier but de la saison en Coupe du Trône contre le Hassania d'Agadir. Une semaine plus tard, lors de la toute première journée de la Botola Pro contre le FUS de Rabat, il marque le deuxième but de son équipe sur un tir limpide du pied gauche.
Le 6 novembre, il participe à son premier Derby contre le Wydad Athletic Club à l'occasion de la demi-finale de la Coupe du Trône. Alors que les Verts sont menés 0-1, Mohsine Moutouali égalise à la 89e minute sur penalty, et permet au Raja d'aller aux prolongations. C'est Yassine Salhi qui inscrit le deuxième but à la 113e minute, avant que Hafidi n'en rajoute un troisième d'un splendide tir du gauche en pleine lucarne de Nadir Lamyaghri qui libère les tribunes, score final: 3-1. En finale, Les verts ne tremblent pas face aux FAR de Rabat et remportent le titre aux tirs au but. C'est le premier trophée de la carrière de Abdelilah Hafidi.
Le 25 mai 2013, après un match épique contre le Difaâ d'El Jadida, le Raja est champion du Maroc pour la 11e fois de son histoire, il réalise donc avec son club le doublé championnat-coupe, exploit qu'on voit rarement au Maroc. Quelques jours plus tard, il reçoit sa toute première distinction personnelle, celle du meilleur espoir de la Botola en 2013.

##### Saison exceptionnelle (2013-2014)
Le 18 novembre, le Raja se hisse en finale de la coupe du trône pour la deuxième année consécutive mais s'incline aux tirs au but face au DHJ d'El Jadida, après l'échec de Hafidi 

Formation du Raja lors de la finale de la mondial 2013 face au Bayern Munich, avec Hafidi positionné en ailier gauche.

au sixième penalty face à Zouheir Laaroubi.
En décembre 2013, Abdelilah Hafidi participe avec le Raja CA à la Coupe du monde des clubs organisée au Maroc. Lors de la première rencontre contre l'Auckland City FC, Hafidi offre la victoire à son équipe en inscrivant le but décisif à la 92e minute (2-1). En demi finale face à l'Atletico Mineiro de Ronaldinho, il délivre une passe à Mouhcine Iajour qui marque le premier but à la 51e minute. Les Verts s'impose finalement par 3 buts à 1 avant de s'incliner en finale face au Bayern Munich, mais l'équipe sort la tête haute sous les applaudissements de son public et de la scène internationale qui salue cet exploit,.
Le 7 février 2014, il inscrit son premier but en compétitions africaines contre les Sierraléonais du Diamond Stars FC au titre du tour préliminaire de la Ligue des champions 2014, quand les Verts écrasent leur adversaires sur le score net de 6-0.
Le 18 mai dans un Stade Mohammed V plein à craquer, les Verts jouent le titre en se confrontant au leader, le Moghreb Athlétic de Tétouan. Le Raja s'impose sur un score net de 5-0 (Moutouali(2), Abourazzouk, Hachimi et Kerrouchi). Le Raja se déplace favori lors de l'ultime journée a Safi pour affronter l'équipe locale et doit gagner pour s'assurer le trophée. Mais à la surprise générale, l'Olympique de Safi marque un but qui privera les aigles du titre et l'offrira au Moghreb de Tétouan.

##### Une méforme collective (2014-2015)
Avec José Romão aux commandes, il entame la nouvelle saison avec un but lors de la première journée du championnat contre l'adversaire de la course au titre de l'année précédente, le Moghreb de Tétouan, mais il se blesse à la cheville et cède sa place à Youssef El Gnaoui en deuxième mi-temps. Au titre de la 9e journée, il marque le but d'égalisation contre le Maghreb de Fès (1-1). Il inscrit son troisième but deux journées plus tard contre le FUS de Rabat, d'un tir du gauche face à Issam Badda.
Le 19 décembre, au titre 13e journée du championnat contre le Chabab Rif Al Hoceima, il inscrit son deuxième doublé avec le Raja, le premier au stade Mohamed V (victoire 4-1).
Le 1er mai 2015 au Stade du 8-Mai, au titre des huitièmes de finale de la Ligue de champions 2015 contre l'Entente de Sétif, alors que les Verts sont menés au score 2-0, Hafidi réduit la marque sur un coup de ciseau avant que Adil Kerrouchi n'égalise pour le Raja à la 93e minute (2-2). Le score étant identique avec celui du match aller à Casablanca, la rencontre s'achève aux tirs au but qui sourient aux Algériens (t.a.b: 4-1).

##### Saison exceptionnelle au niveau individuel (2015-2016)
En août 2015, il remporte avec son équipe la Coupe nord-africaine des clubs 2015 après avoir battu respectivement le Club africain (2-0), les égyptiens du Ismaily SC (1-0), et en se contentant d'un match nul face au Al Hilal Benghazi.
Le 8 mai 2016 au stade Ibn-Batouta, se joue le premier Derby huis-clos de l'histoire des confrontations entre le Raja et le Wydad AC. Christian Osaguona ouvre le score en premier lieu, Hafidi double la mise à la 43e minute, avant que Issam Erraki close la soirée avec un somptueux coup franc en fin de match. C'est le plus grand score du Derby depuis la victoire 3-0 du Raja le 15 juin 2003.
À l'issue de la saison 2015-2016, Abdelilah Hafidi termine meilleur buteur du Raja CA avec 11 réalisations toutes compétitions confondues.

##### Meilleur passeur du championnat (2016-2018)
Le 10 août 2016, le club limoge Rachid Taoussi et nomme M'hamed Fakhir aux commandes, ce dernier était l'entraîneur de Hafidi quand ils remportent le doublé coupe-championnat lors de la saison 2012-2013.
Le 14 octobre, il est désigné parmi les meilleurs joueurs arabes de l'année 2016, selon un sondage effectué par la chaine MBC. Avec 119 000 votes, il occupe la deuxième place derrière l’Irakien Mohannad Abderrahim.
Le 16 octobre au Stade Adrar, il ouvre son compteur de buts au titre de la cinquième journée du championnat contre le Hassania d'Agadir, tandis qu'il délivre sa première passe décisive le 3 décembre, quand il assiste Léma Mabidi qui marque le seul but de la rencontre contre le Moghreb de Tétouan,.
À l'issue de la cette saison, Abdelilah Hafidi termine meilleur passeur du championnat avec sept réalisations à son actif.
Le 18 novembre 2017 au Stade Moulay Abdellah, il dispute la finale de la Coupe du Trône 2017 contre le Difaâ d'El Jadida. Les Verts s'adjugent leur huitième titre de la compétition aux tirs au but, après que les 120 minutes de match se soldèrent sur un match nul (1-1).
Après sa blessure lors du CHAN 2018 avec la sélection nationale, il revient à temps pour intégrer le onze de départ qui dispute le 125e Derby contre le Wydad le 10 février 2018, où les Verts s'imposent grâce à un but tardif du capitaine Badr Benoun,. En mars 2018, il est nommé pour le prix Mars d'or pour le « meilleur footballeur de l'année ».
Il est sacré pour la deuxième fois de suite comme le meilleur passeur du championnat avec 8 passes décisives, et pour la troisième fois consécutive comme le meilleur passeur du Raja CA avec 13 passes toutes compétitions confondues.

##### Deux sacres africains, blessure et retour (2018-2022)
Le 25 novembre, il est dans le onze de départ qui s'apprête à disputer la finale-aller de la Coupe de la confédération contre l'AS Vita Club. Il livre une rencontre de grande classe où il est à l'origine des deux premiers buts, match gagné 3-0. Au match retour, il est tout aussi décisif puisqu'il inscrit le premier but qui offre le titre au Raja malgré la défaite 1-3. Il est sacré meilleur passeur de la compétition.
En mars 2019, une statistique désigne Hafidi comme étant le meilleur passeur au monde de l'année 2019 avec 10 passes décisives, devançant le duo de Manchester City, Leroy Sané et David Silva, qui ont respectivement 8 et 7 passes.
Il ne tarde pas à ajouter un autre trophée à son actif le 29 mars 2019, cette fois au Stade Jassim-bin-Hamad à Doha au compte de la Supercoupe d'Afrique, où le Raja bat l’Espérance sportive de Tunis sur le score de 2-1. Il réalise l'une de ses meilleures prestations avec son équipe selon de nombreux observateurs. En effet, il démontre son talent par son jeu de passe, sa vision de jeu et ses dribbles déstabilisant les Tunisiens, et sur une passe de Omar Boutayeb, il parvient à marquer le premier but sur un tir d'en dehors de la surface de réparation, mais il sort sur blessure à la 75e minute à la suite d'un tacle violent du défenseur Chamseddine Dhaouadi.
Malheureusement, les médecins annoncent après le match une nouvelle qui vient estomper la joie des supporters, il s'agit d'une rupture des ligaments croisés, la saison de Hafidi s'achève et il est donc forfait pour la Coupe d'Afrique des nations qui organisé en été. Le joueur subira une intervention chirurgicale au Qatar et devra entamer son processus de rééducation pour pouvoir guérir à temps et disputer les rencontres de la saison prochaine avec son équipe. Malgré ce dénouement tragique, la performance de Hafidi lui vaut d'être élu Homme du match, avec une note de 7.4 sur le site SofaScore.
Le 18 décembre, il effectue son retour sur les pelouses au titre de la sixième journée du championnat contre le Hassania d'Agadir. Acclamé par des supporters contents de revoir leur joueur après neuf mois d'absence, il remplace Hamid Ahaddad à la 87e minute. Il achève ainsi une durée de 264 jours loin des terrains de football,.
Le 15 janvier 2020, au titre de la 11e journée du championnat face au Ittihad Raidhi de Tanger, il est titularisé pour la première fois depuis son retour de blessure. Il livre deux passes décisives à Mahmoud Benhalib qui inscrit un doublé (victoire 4-1),. Quatre jours plus tard, doublement assisté par Ben Malango, il fait trembler les filets et inscrit un doublé contre le leader du championnat, la Renaissance de Berkane (2-2). Le 22 janvier, il est déclaré forfait pour une durée de trois semaines à cause d'une blessure au niveau de la cuisse droite contracté lors des entraînements.
Le 26 janvier, le Raja annonce officiellement le renouvellement du contrat de Abdelilah Hafidi pour trois saisons supplémentaires, le précèdent contrat arrivait à terme en juin 2020.
Le 7 octobre, le Raja se déplace à Khouribga au titre de l'avant-dernière journée du championnat, avec l'obligation de gagner pour conserver la tête du classement. C'est Hafidi qui ouvre le score à la 24e minute d'un tir joliment placé au second poteau avant qu'Ayoub Nanah n'en rajoute un second pour finalement gagner sur le score de 2-1.
Le 11 octobre, le Raja reçoit les FAR de Rabat lors de l'ultime journée, et seule la victoire peut assurer le titre, sans se soucier du Wydad le dauphin qui affronte le FUS de Rabat. Les visiteurs prennent l'avantage à quelques minutes de la fin du premier carton. À la 62e minute, Hafidi remet le compteur à zéro d'un tir à 25 mètres du camp adverse sur une passe de Mohsine Moutouali. À la 88e minute, le Wydad inscrit un but qui le propulse à la tête du classement, quelques instants plus tard, Hafidi marque le second but assisté à nouveau par Moutouali. Le Raja remporte ainsi le championnat et Hafidi est désigné Homme du match,.
Le 10 juillet 2021, le Raja CA s'impose en finale de la Coupe de la confédération face aux Algériens de la JS Kabylie et d'adjuge son troisième titre de la compétition (victoire, 2-1).
Le 22 décembre, le Raja perd la Supercoupe de la CAF 2021 aux tirs au but face à Al Ahly SC après un score nul de 1-1. C'est la dernière rencontre de Abdelilah Hafidi avec son équipe.

#### Al-Hazm (2022-2023)
Le 13 janvier 2022, le Raja CA annonce le transfert de Hafidi à Al-Hazm Rass. Le joueur qui s'est affirmé comme l'un des meilleurs joueurs marocains de sa génération a fait ses adieux après avoir passé plus de dix ans avec le club, qu'il a ornées de 9 trophées, 68 buts et 75 passes décisives en 316 rencontres.

#### Retour au Raja (depuis 2023)
Le 29 janvier 2023, Abdelilah Hafidi retourne au Raja et signe un contrat renouvelable de six mois après avoir rompu son bail avec Al Hazm.
Le 10 février, il fait sa première apparition contre Vipers SC en Ligue des champions en entrant à la 63e minute (victoire 5-0). Le 22 février, il entre à l'heure de jeu alors que le Raja est mené au score par l'US Touarga et délivre une passe décisive à Marouane Hadhoudi qui égalise (victoire 2-1).

### Sélection nationale
Le 26 décembre 2012, il fait partie des 24 présélectionnés par Rachid Taoussi pour disputer la Coupe d'Afrique des nations 2013. Finalement, Taoussi décidera de se passer de lui ce qui créera une grande polémique. Mais quelques jours avant la compétition, Hafidi profitera d'une blessure de Mehdi Namli pour intégrer la liste des 23 joueurs qui disputeront la compétition. Le 27 janvier 2013, Hafidi fête sa première sélection quand il rentre dans les dernières minutes du match décisif contre l'Afrique du Sud. Dès sa première touche de balle, il inscrit le deuxième but des Lions de l'Atlas d'une demi-volée, après un centre du latéral gauche Zakarya Bergdich. La rencontre s'achève sur un score nul de 2-2,.
Abdelilah Hafidi entame le troisième match des qualifications pour la Coupe du monde 2014 en tant que titulaire le 24 mars 2013 à Dar es Salam. La sélection marocaine s'incline 3 buts à 1 contre son homologue de la Tanzanie.
Il est sélectionné par Jamal Sellami pour disputer le Championnat d'Afrique des nations 2018 avec la sélection marocaine locale. Hafidi participe en tant que titulaire face à la Mauritanie lors de la première rencontre où il fut sacré Homme du match après avoir délivré trois passes décisives. Lors de la deuxième rencontre contre la Guinée, il est victime d'une blessure qui le prive du reste de la compétition. Les Lions de l'Atlas finissent par remporter le tournoi en battant le Nigéria en finale (4-0), ce qui constitue également le premier titre international d'Abdelilah Hafidi avec la sélection nationale.
En janvier 2021, il revient à temps après une blessure contracté le 19 décembre en championnat pour prendre part au Championnat d'Afrique des nations 2020, organisée au Cameroun. Il joue un quart d'heure lors du deuxième match de la phase de poules contre le Rwanda et une demi-heure contre l'Ouganda où il est à l'origine de deux buts. Lors des quarts de finale contre la Zambie, il assiste Soufiane Rahimi qui marque le but le plus rapide de l'histoire de la compétition (37 secondes), avant de récidiver en servant Ali Bamaamar qui inscrit le deuxième but. Les Marocains s'imposent sur le score de 3-1 et se qualifient pour la demi-finale contre le Cameroun, où Hafidi délivre la passe du deuxième but à Rahimi (victoire 4-0),. Les Lions de l'Atlas conservent leur titre en battant le Mali en finale sur le score de 2-0 et soulèvent leur deuxième trophée de la compétition.
Le 22 novembre 2021, il figure parmi les 23 sélectionnés de Houcine Ammouta pour prendre part à la Coupe arabe de la FIFA 2021. Le 1er décembre 2021, à l'occasion de son premier match face à la Palestine , il marque un doublé avant de céder sa place à la 72e minute à Ayman El Hassouni (victoire, 4-0). Il est élu homme du match. En quarts de finales, le 11 décembre 2021, il délivre une passe décisive à Mohamed Nahiri face à l'Algérie A' à la 63e minute (match nul : 2-2, séance des penaltys : défaite, 5-3). Les Lions de l'Atlas finissent éliminés de la compétition.
| 0 | Date             | Lieu                                                     | Adversaire     | Score | Résultats | Compétitions                       |
| - | ---------------- | -------------------------------------------------------- | -------------- | ----- | --------- | ---------------------------------- |
| 1 | 27 janvier 2013  | Stade Moses-Mabhida, Durban, Afrique du Sud              | Afrique du Sud | 2-1   | 2-2       | Coupe d'Afrique 2013               |
| 2 | 24 mars 2013     | Benjamin Mkapa National Stadium, Dar es Salaam, Tanzanie | Tanzanie       | —     | 3-1       | Éliminatoires Coupe du monde 2014  |
| 3 | 15 juin 2013     | Grand stade de Marrakech, Marrakech, Maroc               | Gambie         | —     | 2-0       | Éliminatoires Coupe du monde 2014  |
| 4 | 28 mars 2017     | Grand stade de Marrakech, Marrakech, Maroc               | Tunisie        | —     | 1-0       | Match amical                       |
| 5 | 20 novembre 2018 | Stade olympique de Radès, Tunis, Tunisie                 | Tunisie        | —     | 0-1       | Match amical                       |
| 6 | 22 mars 2019     | Bingu National Stadium, Lilongwe Malawi                  | Malawi         | —     | 0-0       | Éliminatoires Coupe d'Afrique 2019 |

| 0  | Date            | Lieu                                           | Adversaire       | Score | Résultats | Compétitions                |
| -- | --------------- | ---------------------------------------------- | ---------------- | ----- | --------- | --------------------------- |
| 1  | 6 mars 2013     | Grand stade de Marrakech, Maroc                | Mali A'          | —     | 2-1       | Match amical                |
| 2  | 6 juillet 2013  | Stade olympique de Sousse, Sousse, Tunisie     | Tunisie A'       | —     | 0-1       | Qualifications au CHAN 2014 |
| 3  | 13 juillet 2013 | Stade Ibn-Batouta, Tanger, Maroc               | Tunisie A'       | —     | 0-0       | Qualifications au CHAN 2014 |
| 4  | 15 juin 2015    | Stade Mohammed-V, Casablanca, Maroc            | Tunisie A'       | 1-1   | 1-1       | Qualifications au CHAN 2016 |
| 5  | 21 juin 2015    | Stade Mohammed-V, Casablanca, Maroc            | Libye A'         | 2-0   | 3-0       | Qualifications au CHAN 2016 |
| 6  | 15 janvier 2016 | Stade Amahoro, Kigali, Rwanda                  | Rwanda A'        | —     | 0-0       | CHAN 2016                   |
| 7  | 20 janvier 2016 | Stade Amahoro, Kigali, Rwanda                  | Côte d'Ivoire A' | —     | 0-1       | CHAN 2016                   |
| 8  | 24 janvier 2016 | Stade Amahoro, Kigali, Rwanda                  | Rwanda A'        | —     | 4-1       | CHAN 2016                   |
| 9  | 10 octobre 2016 | Stade Adrar, Agadir, Maroc                     | Jordanie         | —     | 2-1       | Match amical                |
| 10 | 23 mars 2017    | Stade municipal de Kénitra, Maroc              | Gambie A'        | 2-1   | 2-1       | Match amical                |
| 11 | 31 juillet 2017 | Centre sportif de Maâmora, Maroc               | RD Congo A'      | —     | 3-1       | Match amical                |
| 12 | 13 août 2017    | Stade d'Alexandrie, Alexandrie, Égypte         | Égypte A'        | —     | 1-1       | Qualifications au CHAN 2018 |
| 13 | 18 août 2017    | Complexe sportif Moulay-Abdallah, Rabat, Maroc | Égypte A'        | —     | 3-1       | Qualifications au CHAN 2018 |
| 14 | 6 janvier 2018  | Stade Mohammed-V, Casablanca, Maroc            | Cameroun A'      | —     | 3-1       | Match amical                |
| 15 | 13 janvier 2018 | Stade Mohammed-V, Casablanca, Maroc            | Mauritanie A'    | —     | 4-0       | CHAN 2018                   |
| 16 | 17 janvier 2018 | Stade Mohammed-V, Casablanca, Maroc            | Guinée A'        | —     | 3-1       | CHAN 2018                   |
| 17 | 22 janvier 2021 | Stade de la Réunification, Douala, Cameroun    | Rwanda A'        | —     | 0-0       | CHAN 2020                   |
| 18 | 26 janvier 2021 | Stade de la Réunification, Douala, Cameroun    | Ouganda A'       | —     | 5-2       | CHAN 2020                   |
| 19 | 31 janvier 2021 | Stade de la Réunification, Douala, Cameroun    | Zambie A'        | —     | 3-1       | CHAN 2020                   |
| 20 | 3 février 2021  | Stade de Limbé, Limbé                          | Cameroun A'      | —     | 4-0       | CHAN 2020                   |
| 21 | 7 février 2021  | Stade Ahmadou-Ahidjo, Yaoundé                  | Mali A'          | —     | 2-0       | CHAN 2020                   |

## Style de jeu
Abdelilah Hafidi est un milieu de terrain offensif polyvalent, capable de jouer au centre comme sur les côtés. Il peut occuper le poste d'ailier droit, mais se distingue spécialement au poste de meneur de jeu, où il délivre de beaucoup de passes pour ses coéquipiers. Il possède également une frappe de balle qui lui permet de marquer de nombreux buts en dehors de la surface, souvent avec l'intérieur du pied. Peu épargné par les blessures, il a le meilleur ratio passe/match du championnat ces dernières années, avec un moyenne de 0.32 passe décisive par match.
Il sait se montrer décisif lors des rencontres importantes, et marque des buts cruciaux à des moments délicats qui ont souvent aider son équipe à aller chercher le titre ou la qualification (par exemple; contre l'AS Vita Club en finale de Coupe de la confédération, contre l'Espérance de Tunis en Supercoupe, ou contre l'Afrique du Sud dans les dernières minutes de jeu lors de la CAN 2013,,).
Avant sa blessure en mars 2019 (rupture des ligaments croisés), il était le meilleur passeur au monde durant l'année 2019 avec 10 passes décisives, devançant le duo de Manchester City, Leroy Sané et David Silva, qui comptent respectivement 8 et 7 passes.

## Palmarès

### En club
Raja Club Athletic (9)
- Coupe du monde des clubs :
  - Finaliste en 2013.
- Championnat du Maroc :
  - Champion en 2012-13 et 2019-20.
  - Vice-champion en 2013-14, 2018-19, 2020-21 et 2021-22.
- Coupe du Trône :
  - Vainqueur en 2012 et 2017.
  - Finaliste en 2013 et 2022.
- Coupe de la confédération :
  - Vainqueur en 2018 et 2021.
- Supercoupe d'Afrique :
  - Vainqueur en 2019.
  - Finaliste en 2021.
- Coupe arabe des clubs champions :
  - Vainqueur en 2020.
- Coupe nord-africaine des clubs champions :
  - Vainqueur en 2015.

### En sélection
Équipe nationale du Maroc (2)
- Championnat d'Afrique des nations de football:
  - Vainqueur en 2018 et 2021.

## Distinctions individuelles
- Meilleur espoir du Championnat du Maroc en 2012.
- Meilleur passeur du Championnat du Maroc en 2017.
- Meilleur buteur du Raja CA en 2015 et 2016.
- Meilleur passeur du Raja CA en 2016, 2017, 2018 et 2019.
- Meilleur joueur du Championnat du Maroc en 2019.
- Prix 'Aigle du mois' pour le meilleur joueur du Raja CA pour le mois d'octobre 2020.
- Meilleur passeur du Championnat d'Afrique des nations 2020.

## Statistiques
Le tableau ci-dessous concerne uniquement les statistiques de matchs et de compétitions officielles. Les chiffres relatifs à des matchs amicaux en club ne sont pas pris en compte.
| Saison                | Club                  | Championnat           | Championnat | Championnat | Coupe(s) nationale(s) | Coupe(s) nationale(s) | Coupe(s) continentale(s) | Coupe(s) continentale(s) | Coupe arabe | Coupe arabe | Coupe du monde des clubs | Coupe du monde des clubs | Maroc (dont Maroc A') | Maroc (dont Maroc A') | Total | Total |
| Saison                | Club                  | Division              | M.          | B.          | M.                    | B.                    | M.                       | B.                       | M.          | B.          | M.                       | B.                       | M.                    | B.                    | M.    | B.    |
| 2011-2012             | Raja CA               | Botola                | 11          | 3           | 1                     | 1                     | -                        | -                        | -           | -           | -                        | -                        | -                     | -                     | 12    | 4     |
| 2012-2013             | Raja CA               | Botola                | 26          | 6           | 3                     | 2                     | -                        | -                        | 5           | 2           | -                        | -                        | 4                     | 1                     | 38    | 11    |
| 2013-2014             | Raja CA               | Botola                | 29          | 1           | 4                     | 0                     | 4                        | 1                        | -           | -           | 4                        | 1                        | 1                     | 0                     | 42    | 3     |
| 2014-2015             | Raja CA               | Botola                | 24          | 8           | 4                     | 0                     | 5                        | 1                        | -           | -           | -                        | -                        | 2                     | 2                     | 35    | 11    |
| 2015-2016             | Raja CA               | Botola                | 22          | 11          | 5                     | 2                     | -                        | -                        | -           | -           | -                        | -                        | 3                     | 0                     | 30    | 13    |
| 2016-2017             | Raja CA               | Botola                | 30          | 4           | 0                     | 0                     | -                        | -                        | -           | -           | -                        | -                        | 1                     | 0                     | 31    | 4     |
| 2017-2018             | Raja CA               | Botola                | 18          | 2           | 7                     | 1                     | 4                        | 1                        | -           | -           | -                        | -                        | 4                     | 0                     | 33    | 4     |
| 2018-2019             | Raja CA               | Botola                | 12          | 4           | 3                     | 3                     | 14                       | 2                        | 5           | -           | -                        | -                        | 2                     | 0                     | 36    | 9     |
| 2019-2020             | Raja CA               | Botola                | 10          | 3           | 0                     | 0                     | 3                        | 0                        | 0           | 0           | -                        | -                        | -                     | -                     | 13    | 3     |
| 2020-2021             | Raja CA               | Botola                |             |             |                       |                       | -                        | -                        | -           | -           | -                        | -                        | -                     | -                     | 0     | 0     |
| 2021-2022             | Raja CA               | Botola                |             |             |                       |                       | -                        | -                        | -           | -           | -                        | -                        | -                     | -                     | 0     | 0     |
| Total sur la carrière | Total sur la carrière | Total sur la carrière | 182         | 42          | 27                    | 9                     | 31                       | 6                        | 10          | 2           | 4                        | 1                        | 17                    | 3                     | 271   | 63    |

Match amicaux internationaux de Abdelilah Hafidi avec le Raja Club Athletic :
| 0  | Date            | Lieu                                           | Adversaire         | Score | Résultats |
| -- | --------------- | ---------------------------------------------- | ------------------ | ----- | --------- |
| 1  | 28 juillet 2012 | Stade Ibn-Batouta, Tanger, Maroc               | FC Barcelone       | —     | 0-8       |
| 2  | 7 août 2012     | Stade Mohammed-V, Casablanca, Maroc            | JS Kabylie         | —     | 1-1       |
| 3  | 19 juillet 2013 | Stade Mohammed-V, Casablanca, Maroc            | OGC Nice           | —     | 1-0       |
| 4  | 28 juillet 2013 | Stade Mohammed-V, Casablanca, Maroc            | Mouloudia Alger    | —     | 3-0       |
| 5  | 31 juillet 2013 | Stade Mohammed-V, Casablanca, Maroc            | ASO Chlef          | —     | 2-1       |
| 6  | 23 janvier 2014 | Stade Mohammed-V, Casablanca, Maroc            | Vitoria Guimarães  | —     | 0-2       |
| 7  | 27 juillet 2014 | Stade Mohammed-V, Casablanca, Maroc            | Espanyol Barcelone | —     | 1-1       |
| 8  | 3 août 2014     | Espagne                                        | Algeciras CF       | —     | 0-1       |
| 9  | 6 août 2014     | Espagne                                        | Córdoba CF         | —     | 2-0       |
| 10 | 9 août 2014     | Espagne                                        | Elche CF           | 0-1   | 2-1       |
| 11 | 17 janvier 2015 | Stade Mohammed-V, Casablanca, Maroc            | CS Sfax            | —     | 1-1       |
| 12 | 2 août 2015     | Turquie                                        | Antalyaspor        | —     | 1-1       |
| 13 | 5 août 2015     | Turquie                                        | Al Faisaly         | —     | 0-0       |
| 14 | 8 août 2015     | Turquie                                        | Konyaspor          | —     | 1-0       |
| 15 | 23 février 2016 | Complexe sportif Raja-Oasis, Casablanca, Maroc | FC Naters          | —     | 4-2       |